# Miklós görög királyi herceg
Miklós görög királyi herceg, hivatalosan Miklós görög és dán királyi herceg (görögül: Πρίγκιπας Νικόλαος της Ελλάδας; Athén, 1872. január 22. – Athén, 1938. február 8.) görög és dán királyi herceg, Nicolas Leprince álnéven neves festő.

## Élete

### Származása és fiatalkora
Miklós herceg I. György görög király negyedik gyermekeként, illetve harmadik fiaként látta meg a napvilágot. Édesapja eredetileg dán királyi hercegnek született, ám később a görög trónra került. Utódai azonban továbbra is viselték a dán hercegi címet, így Miklós, illetve Miklós gyermekei is. Édesanyja Olga Konsztantyinovna orosz nagyhercegnőként a Romanov-házból származott, megerősítve ezzel a kapcsot a Glücksburg-ház és az orosz cári család között.
Miklós herceget a családban görög Miki becenéven ismerték. A „görög” jelzőt azért kapta, hogy megkülönböztessék őt unokatestvérétől, az ugyancsak Miklós orosz nagyhercegtől, akiből később II. Miklós néven Oroszország cárja lett.
A herceg és testvérei gyermekkora jó részét töltötte Dániában és Oroszországban. Nagyon fiatalon került be a pireuszi katonai iskolába, akárcsak összes fivére. 1908-ban azonban egy nacionalista szerveződés nyomására kénytelen volt elhagyni a hadsereg kötelékeit.

1896-ban fivéreivel, Konstantinnal és Györggyel részt vett az első modern nyári olimpiai játékok szervezésében, valamint a verseny alatt Miklós herceg a lövészeti bizottság elnökeként dolgozott.
1913-ban a hercegnek máig nem tisztázott szerepe volt az édesapja elleni merényletben, melyet Szalonikiben követtek el az uralkodó ellen. Miklós herceg később azt állította, hogy a gyilkosságot a Német Titkosszolgálat tervelte ki; emiatt kisebb háború alakult ki Miklós és az új görög királyné, Zsófia porosz királyi és német császári hercegnő között.

### Házassága

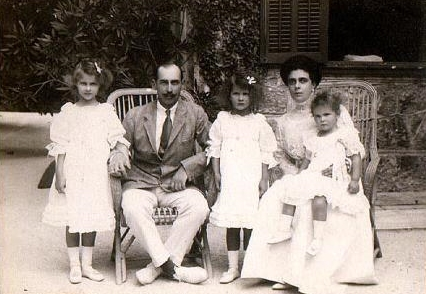
Miklós herceg a családja körében (balról jobbra: Olga, Miklós, Erzsébet és Marinával az ölében Jelena)

1900-ban Miklós herceg megkérte távoli rokona, Jelena Vlagyimirovna orosz nagyhercegnő kezét. Jelena édesanyja, Marija Pavlovna nagyhercegné azonban becsvágyó anya lévén egy uralkodót szeretett volna a lánya férjének, így hevesen ellenezte a frigyet. A fiatalok végül Olga királyné segítségével 1902. augusztus 29-én, Carszkoje Szelóban házasodtak össze; összesen három leányuk született:
- Olga hercegnő (1903–1997), később jugoszláv hercegné
- Erzsébet hercegnő (1905–1955), később Törring-Jettenbach grófnéja
- Marina hercegnő (1906–1968), később Kent hercegnéje.

A legtöbb várakozással ellentétben a kapcsolatuk boldog volt és harmonikus. Lányaik mind arisztokratákhoz mentek feleségül, rangjukhoz méltó házasságokat kötve.

### Száműzetésben
1917-ben Oroszországban megdöntötték a monarchiát, majd nem sokkal később a bolsevikok ragadták magukhoz a hatalmat. Görögországban lemondott I. Konstantin király, Miklós bátyja, így a királyi família kénytelen volt száműzetésbe vonulni. Miklós herceg és családja előbb Svájcban, majd később Franciaországban telepedtek le a többi száműzött nemeshez hasonlóan.
Miklós herceg divattervezőként és festőként kezdett dolgozni. Tehetséges művésznek bizonyult, festményeit Nicolas Leprince néven írta alá. Emlékiratait Ötven évem címmel adták ki.
1936-ban a család visszatérhetett Görögországba. Tatoiban, a királyi család nyári rezidenciájában telepedtek le. Miklós herceg 1938. február 8-án hunyt el a görög fővárosban, Athénban. A tatói királyi temetkezőhelyen helyezték örök nyugalomra.